# Cortado
Cortado — Java-аплет, який дозволяє програвати через браузер розташовані на сервері Ogg (Vorbis, Theora) або MJPEG файли.
Аплет розроблений компанією Flumotion, що спеціалізується на рішеннях для інтернет-мовлення, і поширюється під ліцензійною угодою GPL.
Cortado використовується як один з варіантів програвання аудіо і відео-файлів у проектах Вікімедіа.
Cortado часто використовується разом із ITheora — PHP-скриптом, що спрощує інтеграцію Cortado в вебсайт. З використанням цих технологій побудований відеообмінний ресурс TheoraSea.